# Натолін (Мінський повіт)
Натолін (пол. Natolin) — село в Польщі, у гміні Мрози Мінського повіту Мазовецького воєводства.
Населення — 43 особи (2011).
У 1975-1998 роках село належало до Седлецького воєводства.

## Демографія
Демографічна структура станом на 31 березня 2011 року:
|          | Загалом | Допрацездатний вік | Працездатний вік | Постпрацездатний вік |
| -------- | ------- | ------------------ | ---------------- | -------------------- |
| Чоловіки | 20      | 2                  | 15               | 3                    |
| Жінки    | 23      | 4                  | 13               | 6                    |
| Разом    | 43      | 6                  | 28               | 9                    |